# (20004) Audrey-Lucienne
(20004) Audrey-Lucienne ist ein Asteroid des inneren Hauptgürtels, der am 8. April 1991 von dem belgischen Astronomen Eric Walter Elst am La-Silla-Observatorium der Europäischen Südsternwarte in Chile (IAU-Code 809) entdeckt wurde.
Der Asteroid wurde am 24. Juni 2002 nach Audrey Lucienne Van Langedhem (* 1984) benannt. Am 10. und 11. November 2001 fanden an der Königlichen Sternwarte von Belgien in Uccle Aufführungen des multimedialen Theaterstückes Space for You statt. Audrey Lucienne Van Langedhem war die letzte Besucherin der Veranstaltung.